# 廬州馬政屯田水利道
廬州馬政屯田水利道，清朝水利道。

## 沿革
清朝顺治年间，安徽地区设有廬州馬政屯田水利道。顺治七年（1650年），裁廬州馬政屯田水利道。